# Praia de Mira

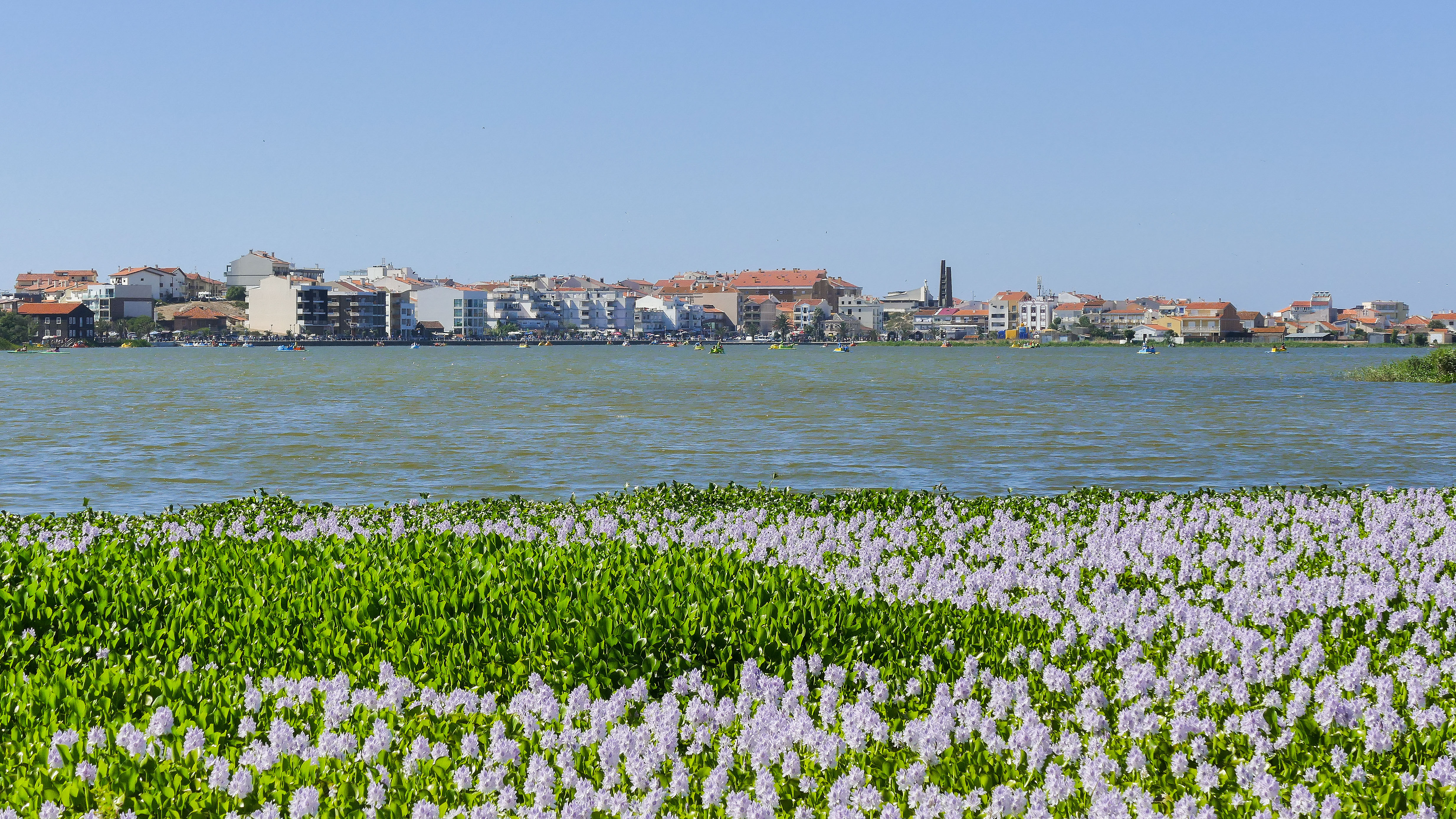
Praia de Mira und seine Lagune – im Vordergrund Wasserhyazinthen

Praia de Mira ist eine Gemeinde (Freguesia) im portugiesischen Kreis Mira. In ihr leben 3246 Einwohner (Stand 19. April 2021).

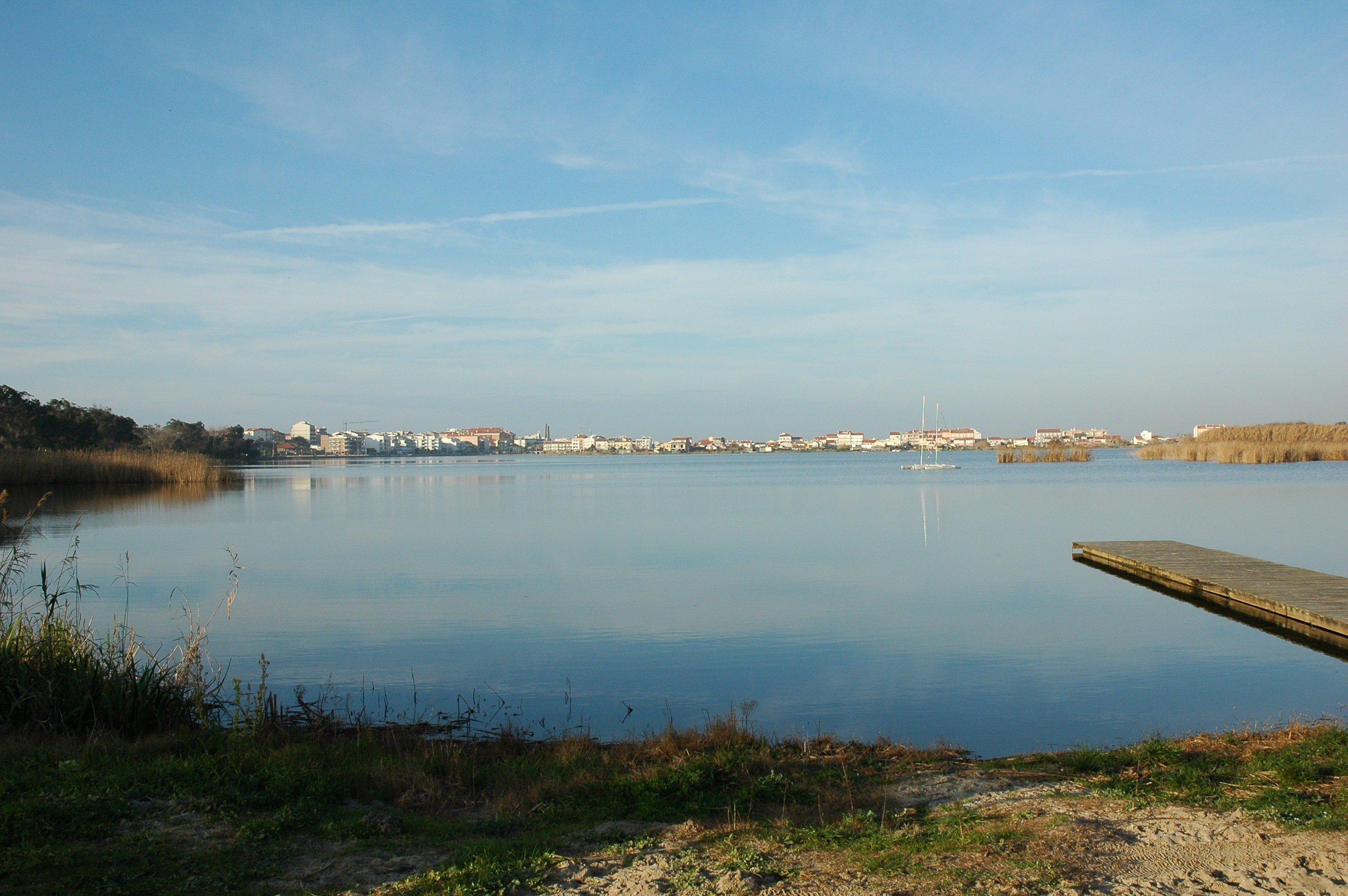
Die Lagune von Praia de Mira

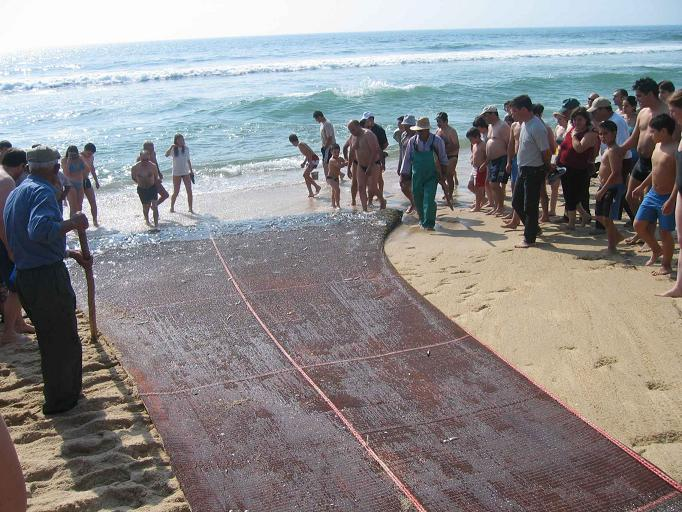
Handbetriebener Fischfang in Praia de Mira, unter Anteilnahme von Touristen

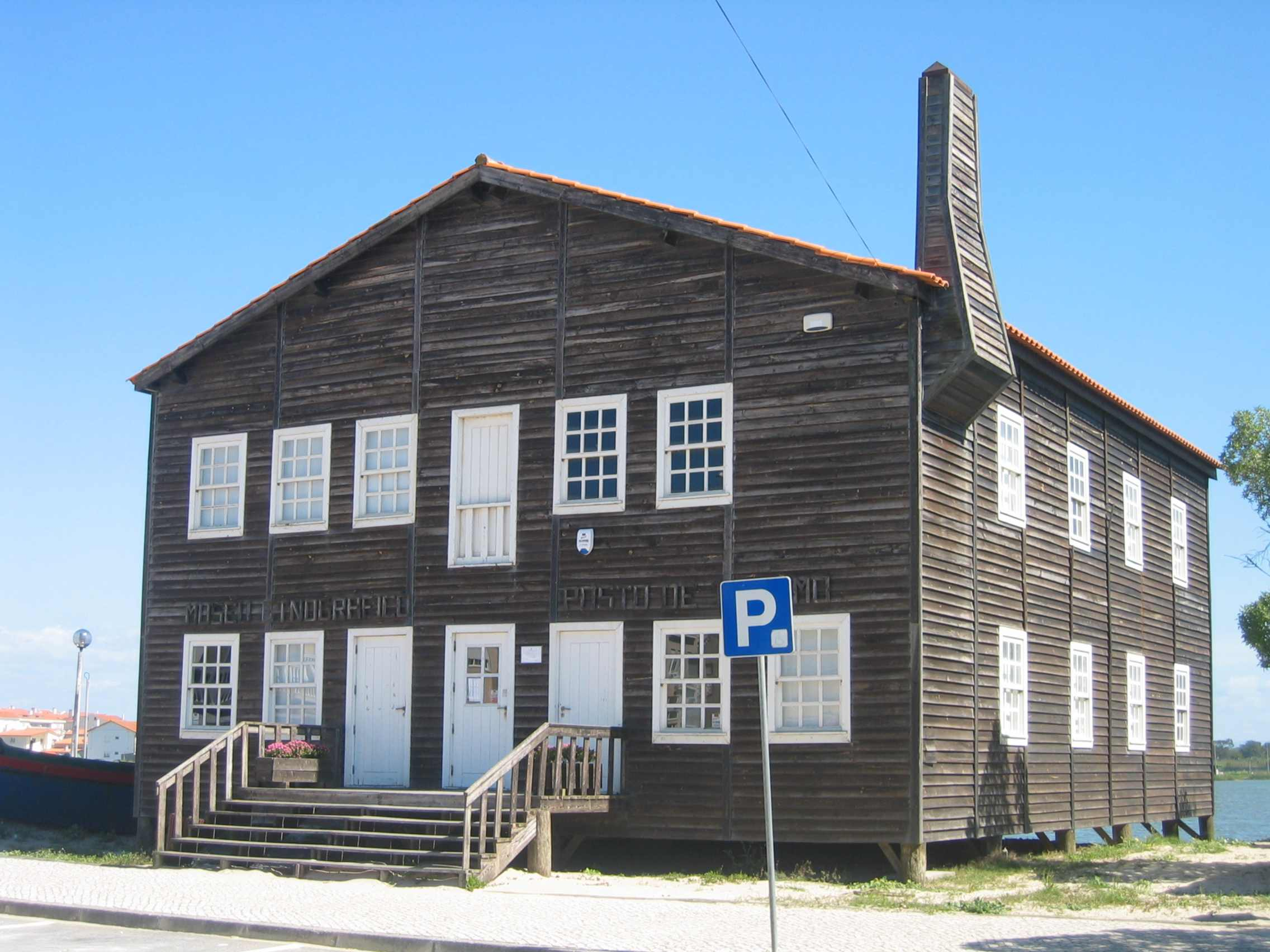
Das Ethnografische Museum des Ortes, mit dem Tourismus-Büro

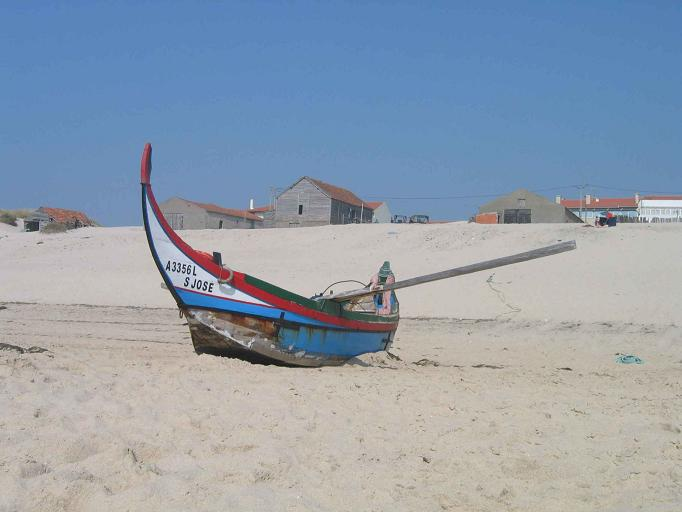
Fischerboot am Strand von Praia de Mira

## Geografie
Praia de Mira (dt.: Strand von Mira) liegt am Atlantischen Ozean und an einer nachgelagerten Lagune. Es ist das Seebad des Kreises, von dessen Kreisstadt Mira es 7 km entfernt ist.

## Geschichte
Seit 1812 wird Praia de Mira als Ort mit festen Wohnsitzen lokaler Fischer erwähnt. Bis zu den 1960er Jahren sind weitgehend alle der ursprünglichen, traditionellen Holzkonstruktionen (Palheiros) den heutigen Steinhäusern gewichen, bis auf die Kapelle und dem aktuellen Museum des Ortes.

## Kultur und Sehenswürdigkeiten
Bekannt ist der Ort für seinen langen, alljährlich neu mit der Blauen Flagge ausgezeichneten Sandstrand, der bisher nur weitgehend regionale Bedeutung hat und daher vom Massentourismus verschont blieb, und einen meist ruhigen Betrieb mit touristischer Infrastruktur (u. a. Cafés, Hotels, Restaurants, Campingplätze) bietet. Er ist allerdings langfristig von Erosion durch das Meer bedroht.
Im Kulturzentrum der Gemeinde, dem Centro Cultural da Praia de Mira, finden ganzjährig verschiedene Kulturveranstaltungen und Ausstellungen statt, auch Informations- und Diskussionsveranstaltungen zu lokalen und regionalen Problemstellungen, etwa die Umwelt betreffende Fragen.
Das Museu Etnográfico da Praia de Mira (dt.: Ethnografisches Museum von Praia de Mira) erinnert mit seinen Exponaten an die Fischer und die hier von Hand betriebene Fischerei am Ort, deren Bedeutung stark abgenommen hat. Auch die lokale Touristenauskunft (port.: Turismo) ist hier untergebracht.
Die 1843 errichtete Kirche Capela de Nossa Senhora da Conceição (dt.: Kapelle unserer lieben Frau der Empfängnis) mit ihren vergoldeten Kreuzen wurde 1884, nach teilweiser Zerstörung durch ein Unwetter, renoviert, und steht unter Denkmalschutz.